# Jelle Geens
Jelle Geens (26 de março de 1993) é um triatleta profissional belga.

## Carreira

### Rio 2016
Jelle Geens competiu na Rio 2016, ficando em 38º lugar com o tempo de 1:52.05.